# Římskokatolická farnost u kostela svatého Ducha Praha-Staré Město
Římskokatolická farnost u kostela svatého Ducha Praha-Staré Město je územním společenstvím římských katolíků v rámci I. pražského vikariátu arcidiecéze pražské.

## O farnosti

### Historie
Kostel svatého Ducha (přesněji Seslání Ducha svatého) vznikl původně jako součást kláštera benediktinek, postaveného před polovinou 14. století těsně při hranici Židovského města. Klášter zanikl za husitských válek, kostel zůstal zachován. Při něm byla pak v roce 1589 zřízena farní administratura, svěřená řádu cyriaků. Od roku 1722 začalo farnost spravovat diecézní duchovenstvo.
Kostel svatého Ducha byl (vzhledem ke své poloze) také využíván k tomu, že pražští Židé do něj museli docházet na kázání a odvádět kostelu poplatky za zvonění na mraky.

#### Duchovní správci
- 2009–2014 R.D. Václav Veselý (administrátor)
- 2014–2023  J.M. can. Mgr. Vladimír Kelnar (administrátor ex currendo z Týnské farnosti, od září 2023 pouze materiální správce)
- od 1. září 2023 J.M. can. David Vopřada (administrátor ex currendo in spiritualibus, pouze duchovní správa)

### Současnost
Farnost je od podzimu roku 2014 bez sídelního duchovního správce, bohoslužby několik let zajišťoval při kostele ustanovený výpomocný duchovní. S platností od 1. září 2023 byl ex currendo administrátorem in spiritualibus (tj. pouze ve věcech duchovní správy) ustanoven vyšehradský kanovník a vyučující na Katolické teologické fakultě Univerzity Karlovy, David Vopřada.
| Kostel                   | Místo       | Bohoslužba             | Bohoslužba             | Poznámka                                            |
| ------------------------ | ----------- | ---------------------- | ---------------------- | --------------------------------------------------- |
| Kostel sv. Ducha         | Staré Město | neděle                 | 9.30                   | farní kostel                                        |
| Kostel sv. Šimona a Judy | Staré Město | neslouží se pravidelně | neslouží se pravidelně | bývalý klášterní kostel kláštera Milosrdných bratří |